# Fiorenza (nome)
Fiorenza  è un nome proprio di persona italiano femminile.

## Varianti
- Femminili: Florenzia, Florenza
  - Alterati: Fiorenzina
- Maschili: Fiorenzo[1]

### Varianti in altre lingue
- Basco: Polentze[3]
- Catalano: Florència[3], Florença[3]
- Francese: Florence[2]
- Inglese: Florence[2][4]
  - Ipocoristici: Flo[2][4], Floy[4], Florrie[2][4], Flossie[2][4]
- Latino: Florentia[1][2][4]
- Olandese: Florence
- Polacco: Florencja
- Spagnolo: Florencia[3]

## Origine e diffusione
Risale al nome personale augurale latino Florentia o Florens, dal participio presente del verbo florere ("fiorire"), quindi significa "fiorente", "prosperosa", "che fiorisce". Viene talvolta considerato anche un nome etnico, o comunque un riferimento alla città di Firenze, il cui antico nome era Florentia. Da Fiorenza deriva inoltre il nome Fiorentina.
In inglese, il nome è diffuso nella forma Florence; originariamente essa era usata sia al maschile che al femminile; verso il XV secolo l'uso al maschile era sostanzialmente cessato, mentre al femminile il nome continuò ad essere usato, anche se via via meno frequentemente. Nel XIX secolo il nome femminile cominciò ad aumentare la sua diffusione, e la sua popolarità crebbe enormemente grazie alla fama dell'infermiera Florence Nightingale, divenuta famosa durante la Guerra di Crimea.

## Onomastico
L'onomastico può essere festeggiato il 1º dicembre in ricordo di santa Fiorenza di Poitiers, eremita a Comblè, oppure il 1º ottobre in ricordo della beata Fiorenza Caerols Martinez, vergine e martire a Rotglá y Corbera.

## Persone
- Fiorenza Bassoli, politica italiana
- Fiorenza Cedolins, soprano italiano
- Fiorenza Cossotto, mezzosoprano italiano
- Fiorenza de Bernardi, aviatrice italiana
- Fiorenza Marchegiani, attrice italiana
- Fiorenza Renda, scrittrice e sceneggiatrice italiana
- Fiorenza Sanudo, duchessa di Nasso
- Fiorenza Tessari, attrice italiana

### Variante Florence

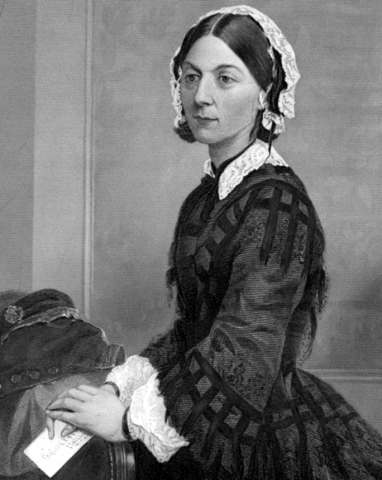
Florence Nightingale

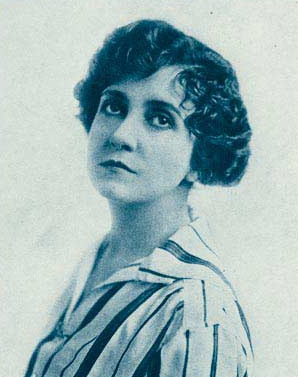
Florence Turner

- Florence Balcombe, moglie di Bram Stoker
- Florence Ballard, cantante statunitense
- Florence Delay, scrittrice e attrice francese
- Florence Devouard, ingegnera francese
- Florence Easton, soprano britannico
- Florence Foster Jenkins, soprano statunitense
- Florence Griffith-Joyner, velocista statunitense
- Florence La Badie, attrice statunitense
- Florence Lawrence, attrice e inventrice canadese naturalizzata statunitense
- Florence Masnada, sciatrice alpina francese
- Florence Nightingale, infermiera britannica
- Florence Pugh, attrice britannica
- Florence Steurer, sciatrice alpina francese
- Florence Turner, attrice e sceneggiatrice statunitense
- Florence Welch, cantautrice britannica

### Variante Florencia
- Florencia Aguirre, pallavolista uruguaiana
- Florencia Benítez, attrice argentina
- Florencia Bertotti, attrice, cantante e produttrice televisiva argentina
- Florencia Fernández, cestista argentina
- Florencia Labat, tennista argentina
- Florencia Molinero, tennista argentina
- Florencia Peña, attrice argentina
- Florencia Raggi, attrice argentina